# Pycnarmon levinia
Pycnarmon levinia is een vlinder van de familie van de grasmotten (Crambidae). De wetenschappelijke naam van deze soort is voor het eerst voorgesteld als Phalaena levinia door Caspar Stoll in een publicatie uit 1781.
De soort komt voor in Suriname en Brazilië.